# جيانغ بو
جيانغ بو (بالصينية: 姜波) (25 يناير 1982 بشنيانغ في الصين - ) هو لاعب كرة قدم صيني في مركز حراسة المرمى. شارك مع منتخب الصين لكرة القدم. أما مع النوادي، فقد لعب مع جيجيانغ غرينتاون وNanjing Yoyo F.C. ‏ وBeijing Sport University F.C. ‏.

## وصلات خارجية
- جيانغ بو على موقع الاتحاد الدولي (مؤرشف)  (الإنجليزية)
- جيانغ بو على موقع قاعدة بيانات كرة القدم.إي يو (الإنجليزية)
- جيانغ بو على موقع ناشيونال فوتبول تيمز (الإنجليزية)
- جيانغ بو على موقع Soccerway.com (الإنجليزية)